# CERH Champions League 2001-2002
La CERH Champions League 2001-2002 è stata la 37ª edizione della massima competizione europea di hockey su pista riservata alle squadre di club, la 6ª con tale denominazione. Il torneo ha avuto inizio il 3 novembre 2001 e si è concluso il 28 aprile 2002.
Il titolo è stato conquistato dal Barcellona per la quattordicesima volta nella sua storia.

## Squadre partecipanti
| Nazione     | Club            | Città              | Qualificazione                                                                                        |
| ----------- | --------------- | ------------------ | --- |
| Austria     | Wolfurt         | Wolfurt            | 1º nel campionato austriaco 2001, campione d'Austria                                                  |
| Francia     | La Vendéenne    | La Roche-sur-Yon   | 3º in Nationale 1 2000-2001, 3º ai play-off                                                           |
| Francia     | Quévert         | Dinan              | 1º in Nationale 1 2000-2001, 2º ai play-off                                                           |
| Francia     | SCRA Saint-Omer | Saint-Omer         | 2º in Nationale 1 2000-2001, 1º ai play-off, campione di Francia                                      |
| Italia      | Bassano 54      | Bassano del Grappa | 3º in Serie A1 2000-2001, semifinale dei play-off                                                     |
| Italia      | Novara          | Novara             | 1º in Serie A1 2000-2001, vince i play-off, campione d'Italia                                         |
| Italia      | Prato Primavera | Prato              | 2º in Serie A1 2000-2001, finale dei play-off                                                         |
| Paesi Bassi | Valkenswaardse  | Valkenswaard       | 2º in 1ª Klasse 2001                                                                                  |
| Portogallo  | Barcelos        | Barcelos           | 3º in 1ª Divisão 2000-2001, 1º nella poule titolo, campione del Portogallo                            |
| Portogallo  | Benfica         | Lisbona            | 2º in 1ª Divisão 2000-2001, 2º nella poule titolo                                                     |
| Portogallo  | Porto           | Porto              | 1º in 1ª Divisão 2000-2001, 3º nella poule titolo                                                     |
| Spagna      | Barcellona      | Barcellona         | Campione d'Europa in carica e 1º in División de Honor 2000-2001, vince i play-off, campione di Spagna |
| Spagna      | Blanes          | Blanes             | Detentore della Coppa del Re 2001                                                                     |
| Spagna      | Reus Deportiu   | Reus               | 4º in División de Honor 2000-2001, semifinale dei play-off                                            |
| Spagna      | Vic             | Vic                | 6º in División de Honor 2000-2001, finale dei play-off                                                |
| Svizzera    | Ginevra         | Ginevra            | 1º in Lega Nazionale A 2000-2001, finale della Grand Final                                            |
| Svizzera    | Thunerstern     | Thun               | 2º in Lega Nazionale A 2000-2001, vince la Grand Final, campione di Svizzera                          |

## Risultati

### Primo turno
| Squadra 1 | Totale | Squadra 2      | Andata | Ritorno |
| --------- | ------ | -------------- | ------ | ------- |
| Wolfurt   | 6 - 10 | Valkenswaardse | 5 - 5  | 1 - 5   |

### Ottavi di finale
| Squadra 1       | Totale | Squadra 2       | Andata | Ritorno |
| --------------- | ------ | --------------- | ------ | ------- |
| Benfica         | 58 - 4 | Valkenswaardse  | 36 - 1 | 22 - 3  |
| Blanes          | 3 - 6  | Barcelos        | 2 - 1  | 1 - 5   |
| La Vendéenne    | 0 - 14 | Bassano 54      | 0 - 7  | 0 - 7   |
| Porto           | 1 - 2  | Reus Deportiu   | 1 - 1  | 0 - 1   |
| Quévert         | 8 - 7  | Ginevra         | 5 - 5  | 3 - 2   |
| SCRA Saint-Omer | 2 - 14 | Novara          | 1 - 7  | 1 - 7   |
| Thunerstern     | 0 - 13 | Barcellona      | 0 - 6  | 0 - 7   |
| Vic             | 7 - 4  | Prato Primavera | 3 - 1  | 4 - 3   |

### Fase a gironi

#### Girone A
| Squadra       | Pt | G | V | N | P | GF | GS | DG  |
| ------------- | -- | - | - | - | - | -- | -- | --- |
| Benfica       | 9  | 6 | 4 | 1 | 1 | 31 | 14 | +17 |
| Reus Deportiu | 7  | 6 | 2 | 3 | 1 | 14 | 18 | -4  |
| Novara        | 5  | 6 | 1 | 3 | 2 | 19 | 17 | +2  |
| Quévert       | 3  | 6 | 1 | 1 | 4 | 16 | 31 | -15 |

| Prima giornata   |     |               |
| Benfica          | 7–1 | Reus Deportiu |
| Novara           | 7–8 | Quévert       |
| Seconda giornata |     |               |
| Quévert          | 2–7 | Benfica       |
| Reus Deportiu    | 2–2 | Novara        |
| Terza giornata   |     |               |
| Novara           | 2–2 | Benfica       |
| Reus Deportiu    | 3–2 | Quévert       |
| Quarta giornata  |     |               |
| Quévert          | 0–5 | Novara        |
| Reus Deportiu    | 5–4 | Benfica       |
| Quinta giornata  |     |               |
| Benfica          | 8–3 | Quévert       |
| Novara           | 2–2 | Reus Deportiu |
| Sesta giornata   |     |               |
| Benfica          | 3–1 | Novara        |
| Quévert          | 1–1 | Reus Deportiu |

#### Girone B
| Squadra    | Pt | G | V | N | P | GF | GS | DG  |
| ---------- | -- | - | - | - | - | -- | -- | --- |
| Barcelos   | 9  | 6 | 4 | 1 | 1 | 25 | 17 | +8  |
| Barcellona | 8  | 6 | 4 | 0 | 2 | 27 | 9  | +18 |
| Vic        | 4  | 6 | 1 | 2 | 3 | 13 | 20 | -7  |
| Bassano 54 | 3  | 6 | 1 | 1 | 4 | 10 | 29 | -19 |

| Prima giornata   |     |            |
| Barcellona       | 2–3 | Vic        |
| Barcelos         | 7–1 | Bassano 54 |
| Seconda giornata |     |            |
| Bassano 54       | 1–4 | Barcellona |
| Vic              | 1–4 | Barcelos   |
| Terza giornata   |     |            |
| Barcellona       | 8–0 | Barcelos   |
| Vic              | 1–1 | Bassano 54 |
| Quarta giornata  |     |            |
| Bassano 54       | 3–8 | Barcelos   |
| Vic              | 2–6 | Barcellona |
| Quinta giornata  |     |            |
| Barcellona       | 6–0 | Bassano 54 |
| Barcelos         | 3–3 | Vic        |
| Sesta giornata   |     |            |
| Barcelos         | 3–1 | Barcellona |
| Bassano 54       | 4–3 | Vic        |

### Final Four
La Final Four della manifestazione si è disputata a Guimarães dal 27 al 28 aprile 2002.

#### Tabellone
|  | Semifinali    | Semifinali    | Semifinali |          |            | Finale     | Finale | Finale |  |
|  |               |               |            |          |            |            |        |        |  |
|  | Benfica       | Benfica       | 2          |          |            |            |        |        |  |
|  | Benfica       | Benfica       | 2          |          |            |            |        |        |  |
|  | Barcellona    | Barcellona    | 4          |          |            |            |        |        |  |
|  | Barcellona    | Barcellona    | 4          |          | Barcellona | Barcellona | 2      |        |  |
|  |               |               |            |          | Barcellona | Barcellona | 2      |        |  |
|  |               |               | Barcelos   | Barcelos | 1          |            |        |        |  |
|  | Barcelos      | Barcelos      | Barcelos   | Barcelos | 1          | 2          |        |        |  |
|  | Barcelos      | Barcelos      |            |          |            |            |        |        |  |
|  | Reus Deportiu | Reus Deportiu | 1          |          |            |            |        |        |  |

#### Semifinali
| Guimarães 27 aprile 2002 | Benfica | 2 – 4 (d.t.s.) | Barcellona | Pavilhão Multiusos de Guimarães |

| Guimarães 27 aprile 2002 | Barcelos | 2 – 1 | Reus Deportiu | Pavilhão Multiusos de Guimarães |

#### Finale
| Guimarães 28 aprile 2002 | Barcellona | 2 – 1 (d.t.s.) | Barcelos | Pavilhão Multiusos de Guimarães |